# Yuka Yasukawa
Yuka Yasukawa (安川有果, Yasukawa Yuka) est une réalisatrice et scénariste japonaise, née en 1986 dans la préfecture de Nara.

## Biographie
Née dans la préfecture de Nara en 1986, Yuka Yasukawa a pour sœur aînée la poétesse Nao Yasukawa (1983-2012).
Après avoir suivi des cours à l'Osaka College of Art, elle fait ses débuts de réalisatrice en 2012 avec le film Dressing Up. Le film est projeté au 7e Festival du film asiatique d'Osaka ; l'année suivante, en 2013, il décroche le Grand Prix aux 14e TAMA NEW WAVE Awards.
En 2015, Dressing Up sort en salles et permet à Yasukawa de remporter le prix de la Meilleure réalisatrice débutante lors de la 25e cérémonie des Japanese Professional Movie Awards.
En 2021, elle réalise The Nighthawk's First Love. Le film, basé sur le roman à succès de Rio Shimamoto, met en scène Rena Matsui, Ayumu Nakajima et Fujii Mina dans les rôles principaux. Elle est alors sélectionnée dans la catégorie « Avenir de l'Asie » au Festival international du film de Tokyo.
Courant 2024, elle officie comme réalisatrice et scénariste sur l'adaptation télévisuelle du yaoi à succès Love is Better the Second Time Around. Elle est épaulée par Nao Nomura à la réalisation et Aya Watane à l'écriture. Le drama est diffusé entre mars et avril 2024 sur MBS. Une version remaniée du drama, destinée à être projetée au cinéma, sort dans les salles nippones en décembre 2024.

## Filmographie partielle

### Cinéma
- 2015 : Dressing Up
- 2025 : Mon histoire d'amour avec Yamada à Lv999
- 2022 : The Nighthawk's First Love
- 2024 : Love is Better the Second Time Around[11]

### Séries
- 2024 : Love is Better the Second Time Around (Mainichi Broadcasting System)
- 2024 : Chastity High (Netflix)

## Distinctions
- 2015 : Meilleure réalisatrice débutante aux Japanese Professional Movie Awards